# 黒人の友人を持つ私は、人種差別主義者ではない
「黒人の友人を持つ私は、人種差別主義者ではない」（こくじんのゆうじんをもつわたしは じんしゅさべつしゅぎしゃではない、英:"I'm not racist, I have black friends"/"Some of my best friends are black"）とは、誤謬であり、白人至上主義者によって彼ら自身が有色人種に対して人種差別的ではないことを正当化するときに用いられる、Whataboutismやお前だって論法に類する論法である。
2010年代半ばに人気を博したこの成句は、以来、多くのインターネット・ミームや人種的態度を巡る議論を巻き起こしてきた。アメリカのシットコム番組「ブラッキッシュ」において、ドナルド・トランプが選出された2016年のアメリカ合衆国大統領選挙について議論するシーンで使われたことで、この「お決まりの表現」はマスメディア上で物議を醸した。
学術雑誌『基礎および応用社会心理学』に掲載された2004年の研究では「よく見られる連座的無罪（の主張）」として挙げられている。学術雑誌『黒人研究』に掲載された2011年の研究によると、白人の「黒人の友人をもっている」という主張を聞いても良い印象を受けるアフリカ系アメリカ人はほとんどいないこと、また、こういった主張は彼らにとってその白人が偏見をもっていると認識させる可能性が高いことを示唆している。この成句は「反レイシズムへの抵抗」の例として引用されており、この成句の誤謬を解体するための反証としては以下のようなものがある：「それは、我々全員に女性の親友や家族がいるから性差別は存在しないと言っているようなものだ」。